# Paul Lebreton

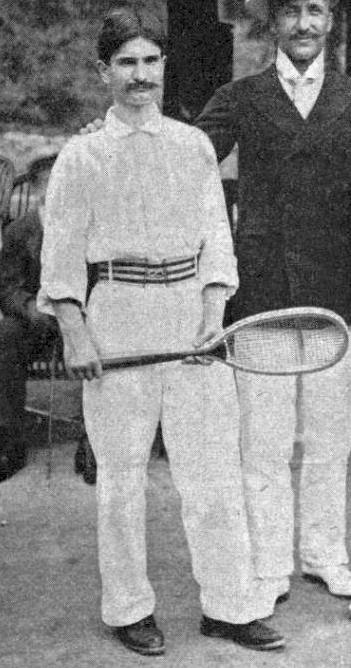
Paul Lebreton (1902)

Paul Lebreton (auch Paul Lebréton und fälschlich Pierre Lebréton; * 19. Oktober 1875 in Paris; † 31. März 1960 ebenda) war ein französischer Tennisspieler.

## Karriere
Lebreton erreichte bei den Französischen Tennismeisterschaften dreimal das Endspiel. 1898 und 1899 verlor er gegen Paul Aymé und 1901 gegen André Vacherot.
Es darf angenommen werden, dass er mit seinem Landsmann Paul Aymé 1897, 1899 und 1900 die Französischen Tennismeisterschaften im Doppel gewann. Dies ist jedoch nicht eindeutig sicher, weil auf der Siegerliste als Partner von Paul Aymé lediglich ein „P. Lebreton“ verzeichnet ist. Bei großen Major-Turnieren konnte er viermal das Finale erreichen, aber nie einen Titel gewinnen: 1901 und 1902 stand er im Finale des Paris International, 1901 bei den European Championship und im selben Jahr beim Boulogne Invitational.
Lebreton nahm 1900 an den zweiten modernen Olympischen Spielen am Tenniswettbewerb teil. Sowohl im Einzel als auch im Doppel verlor er sein erstes Match.

## Quelle
- Paul Lebreton in der Datenbank von Olympedia.org (englisch)

| Personendaten    | Personendaten                                                                                  |
| ---------------- | ---------------------------------------------------------------------------------------------- |
| NAME             | Lebreton, Paul                                                                                 |
| ALTERNATIVNAMEN  | Lebreton, Louis Paul (vollständiger Name); Lebréton, Pierre (Falschschreibung); Lebreton, Paul |
| KURZBESCHREIBUNG | französischer Tennisspieler                                                                    |
| GEBURTSDATUM     | 19. Oktober 1875                                                                               |
| GEBURTSORT       | Paris                                                                                          |
| STERBEDATUM      | 31. März 1960                                                                                  |
| STERBEORT        | Paris                                                                                          |